# FBReader
FBReader ist ein freies E-Book-Betrachterprogramm. Es wurde ursprünglich für Zaurus-Organizer entwickelt und läuft mittlerweile auch auf zahlreichen anderen mobilen Hardware-Plattformen (PDAs, Mobiltelefone, PlayStation Portable, Nokia Internet Tablets) und auf Desktop-Systemen (GNU/Linux, Windows, Mac OS X, BSD). Mit FBReaderJ gibt es eine Java-Portierung, die auch auf Android-Systemen lauffähig ist. Es kann bidirektionalen Text darstellen. Bücher können direkt aus (komprimierten) Archivdateien (tar, zip, gzip, bzip2) gelesen werden und auch direkt aus dem Programm heraus aus verschiedenen Internet-Quellen bezogen werden. Die App ist parallel im Google Playstore und in F-Droid erhältlich.
Der Name der Anwendung ist von dem im russischen Sprachraum sehr populären Dateiformat FictionBook abgeleitet.

## Unterstützte Formate
FBReader erkennt folgende Formate und gibt sie formatiert auf dem Bildschirm aus:
- EPUB
- FictionBook (fb2)
- Plucker
- Open eBook (OEB)
- Mobipocket-Format (DRM-freie Dateien)
- OpenReader
- Hypertext Markup Language (HTML)
- Plain text
- u. a. (siehe Projektseite)

## Geschichte
Im Januar 2005 wurde die erste (Zaurus-)Version veröffentlicht. Im Dezember kam eine Maemo-Portierung für Nokia-770-Geräte heraus. Ende Juni 2007 wurde FBReader in Debian aufgenommen. Am 13. April 2008 wurde auch eine Vorschauversion einer Java-Portierung (FBReaderJ) veröffentlicht. Mittlerweile wird der FBReaderJ als „FBReader for Android“ bezeichnet.
Für Android werden auf Google Play nunmehr eine kostenlose und eine kostenpflichtige Version mit etwas erweiterter Funktionalität angeboten, u. a. keine Werbung im Plugin Bookshelf.